# Messojacha
Messojacha (rusky Мессояха) je řeka v Jamalo-něneckém autonomním okruhu na severu Ťumeňské oblasti v Rusku. Je 446 km dlouhá. Povodí má rozlohu 26 000 km².

## Průběh toku
Protéká přes severovýchodní část Západosibiřské roviny. Její tok je členitý. Ústí do Tazovské zátoky Karského moře, přičemž se dělí na jednotlivá ramena.

## Přítoky
- zleva – Ňangusjacha, Ňadajacha, Mudujjacha, Indikjacha a Mjarojacha
- zprava – Bolšaja Čarvutajača a Bolšaja Varkutajacha

## Vodní stav
Zdrojem vody jsou sněhové a dešťové srážky. Nejvyšších vodních stavů dosahuje od června do srpna.

## Využití
Řeka je místem tření ryb (síh nosatý, síh severní, síh malý). V povodí řeky jsou naleziště zemního plynu a byl vybudován plynovod Messojacha-Norilsk.

## Ekologický stav
Řeka Messojacha teče daleko od průmyslových center, díky tomu je voda v řece čistá a bez přítomnosti průmyslového znečištění. Obsah různých znečišťujících látek spojených s těžbou nepřekračuje nejvyšší přípustnou koncentraci. Z hlediska chemického složení se Messojacha prakticky neliší od většiny ostatních řek sibiřské tundry.